# 金星9號
金星9號是蘇聯所發射的金星探測器（製造代號又稱為：4V-1 No.660）。包含一臺軌道環繞器與一臺著陸器，於1975年6月8日02:38:00協調世界時發射，重量約4,396（9,692英磅）。是第一臺成功環繞金星、第一臺成功從金星表面傳回科學數據的探測器。

## 軌道環繞器
軌道環繞器由一個圓柱主體、兩片太陽能電池板以及高增益天線所組成，在圓柱主體的底部具有推進系統，另外在圓柱柱體上方有一顆直徑2.4公尺的圓球，內部裝載了金星著陸器。
1975年10月20日，軌道環繞器進入金星軌道。其任務是做為金星著陸器的中繼傳訊站及數臺大氣探測儀器的接收器。整個金星軌道環繞器搭載17項科學儀器與實驗裝置。進行實驗的日期從1975年10月26日~1975年12月25日為止。

### 軌道環繞器儀器與實驗
- 1.6~2.8微米紅外線光譜儀
- 8~28微米紅外線光譜儀
- 352奈米紫外線光度計
- 2臺照片旋光儀 （335~800 奈米）
- 300-800奈米光譜儀
- 萊曼α H/D光譜儀
- 雙站雷達繪圖儀
- CM、DM無線電掩星儀
- 三軸磁強計
- 345-380奈米紫外線照相機
- 355-445奈米紫照相機
- 6臺靜電分析儀
- 2模組化離子陷阱
- 低能量質子/α粒子偵測器
- 低能量電子偵測器
- 3臺半導體計數器
- 2臺氣體放電計數器
- 切倫柯夫偵測器

## 著陸器
1975年10月20日，著陸器與軌道環繞器分離，並在1975年10月22日05:13（協調世界時）著陸在31.01°N、291.64°E，偏離位置不超過方圓150公里。降落地點附近布滿岩石，而且坡度達20°。著陸器的球體重達1,560（3,440英磅），實際到達金星表面的重量為660（1,460英磅）。
而且這是第一台成功從金星表面傳回科學數據的探測器，蘇聯在金星探測的成果比美國大很多；相對的，蘇聯的火星探測器大部分都失敗。可能原因是因為金星具有較厚的大氣，不需要良好的剎車緩衝系統。
著陸器備有循環液來消除去金星的高熱。整個冷卻系統讓金星9號著陸器得已在著陸後運作53分鐘。經過摩擦減速及散熱後，著陸器打開三個降落傘，並露出圓盤狀著陸墊。距離金星10號的著陸點約2200公里。
著陸器的研究指出，金星的雲層分布約30~40公里厚，高度約30~35公里；雲的成分包括鹽酸、氫氟酸、碘、溴等化學物質；表面大氣壓力約90大氣壓；溫度約攝氏485度；表面的陽光亮度約與中緯度地區夏季陰天相當。而金星9號探測器也是第一個傳回黑白電視影像的探測器，顯示金星表面並無明顯灰塵、布滿30~40公分不受侵蝕的岩石。計畫的360度全景照相機由於其中之一損壞，只獲得180度的景象，相同情況在金星10號也發生。

### 軌道環繞器儀器與實驗
- 溫度及壓力感測器
- 加速度計
- 可見光/紅外光光度計-IOV-75
- 背向散射多角度濁度儀-MNV-75
- P-11質譜儀-MAV-75
- 2臺全鏡攝影鏡頭（附有電燈）
- 風速計-ISV-75
- 伽瑪射線光譜儀-GS-12V
- 伽瑪射線密度儀-RP-75
- 無線電都卜勒實驗

## 影像處理
Don P. Mitchell最近將原本金星計畫所拍攝的圖片拿出來做研究，並將這些圖片數位化，可以在現在的軟體上使用。